# Kit e Kate
Kit e Kate (in russo Котики, вперёд!?, Kotiki, vperëd!) è una serie televisiva animata russa, prodotta da Toonbox e trasmessa per la prima volta in Italia dall'emittente televisiva per bambini Rai Yoyo. In seguito è stata trasmessa anche da Frisbee.

## Trama
Kit e Kate sono due fratelli che, all'inizio di ogni episodio, entrano in un baule per cercare un oggetto con cui giocare. I fratelli poi escono dalla scatola e intraprendono un'avventura legata all'oggetto. Tuttavia, purtroppo però la loro avventura finisce sempre con un brutto risultato a causa del comportamento di Kit, Kate o di entrambi. Quindi appare la loro madre o il padre, travestito da passante, e dà loro qualche consiglio. I fratelli, dopo averlo riconosciuto, lo ringraziano e tornano indietro nel tempo riprendendo l'avventura dall'inizio, ma stavolta seguendo il consiglio dei genitori e terminando l'avventura con successo.

## Personaggi e doppiatori
- Kit: è un gattino di cinque anni intelligente e cauto che ama imparare qualcosa di nuovo, risolvere problemi e aiutare gli altri. Doppiato da Benedetta Ardimanni.
- Kate: è una curiosa gattina di tre anni, sempre pronta a fare un viaggio divertente o fare qualsiasi domanda. Doppiata da Emma Gattefelder.
- Mamma: La mamma è un'artista che incoraggia sempre i giochi di immaginazione dei bambini. Doppiata da Teresa Fallai.
- Papà: Il papà è un dottore bonario, un po' distratto e goffo, ma molto dolce. È tutt'altro che perfetto, ma sa ridere di se stesso. Doppiato da Simone Marzola.
- Nonno: Il nonno (appare dalla seconda stagione) è il narratore delle storie più incredibili, un sognatore e un burlone.
- Anatroccoli: Gli anatroccoli sono tre amici di Kit e Kate che possono solo ciarlare, ma i cuccioli li capiscono perfettamente. Gli anatroccoli aiutano sempre i personaggi principali e partecipano ai loro giochi.

## Episodi
| Episodio | Titolo                          | Anno |
| -------- | ------------------------------- | ---- |
| 1        | Arcibirilli torta ai mirtilli   | 2014 |
| 2        | Un micetto furibondo            | 2014 |
| 3        | È ora di scalare                | 2014 |
| 4        | Il Gattelefante                 | 2014 |
| 5        | La Super Gara                   | 2014 |
| 6        | Micetti pasticceri              | 2014 |
| 7        | Gattini postini                 | 2014 |
| 8        | Questo safari non s'ha da fare! | 2014 |
| 9        | Hocus Pocus                     | 2014 |
| 10       | Il giorno speciale di Kate      | 2014 |
| 11       | Gita al Polo Nord               | 2014 |
| 12       | Il fondo al mare...             | 2014 |
| 13       | Il paese dei dolci              | 2014 |
| 14       | La mappa del tesoro             | 2014 |
| 15       | Micetti musicisti               | 2014 |
| 16       | La valle dei dinosauri          | 2014 |
| 17       | Non vedo l'ora!                 | 2015 |
| 18       | Una giornata spaziale!          | 2015 |
| 19       | Chi piange non piglia aquiloni  | 2015 |
| 20       | La spiaggia delle bolle         | 2015 |
| 21       | Micetti pompieri                | 2015 |
| 22       | Micetti medici                  | 2015 |
| 23       | Trucco e parrucco!              | 2015 |
| 24       | Casa Dolce Casa                 | 2015 |
| 25       | Investigatori Privati           | 2015 |
| 26       | Prima il dovere, poi il piacere | 2015 |
| 27       | La notte delle stelle cadenti   | 2015 |
| 28       | Lo sguazza - Parco              | 2015 |
| 29       | Resta dove sei!                 | 2015 |
| 30       | Vietato sbirciare!              | 2015 |
| 31       | Gattino comandino               | 2015 |
| 32       | Ciak, si gira!                  | 2015 |
| 33       | Fa' sempre del tuo meglio!      | 2017 |
| 34       | Amici perfetti                  | 2017 |
| 35       | La guastafeste                  | 2017 |
| 36       | Micetti maghetti                | 2017 |
| 37       | L'abito reale                   | 2017 |
| 38       | Impossibile!                    | 2017 |
| 39       | La gara di macchine             | 2017 |
| 40       | Faccio da solo!                 | 2017 |
| 41       | Regali di Natale!               | 2017 |
| 42       | Che disordine!                  | 2017 |
| 43       | Il ballo dei micetti            | 2017 |
| 44       | Gattini contadini               | 2017 |
| 45       | Il pelosetto                    | 2017 |
| 46       | Il trenino Mangia-Mangia        | 2017 |
| 47       | Il ristorante di Lupetto        | 2017 |
| 48       | Tutta colpa tua!                | 2017 |
| 49       | Gattini creduloni               | 2017 |
| 50       | I vestiti giusti                | 2017 |
| 51       | L'ora del silenzio              | 2017 |
| 52       | Micetti e scherzetti            | 2017 |